# تيري لوي
تيري لوي (بالإنجليزية: Terry Lowe)‏ (27 مايو 1943 في المملكة المتحدة - ) هو لاعب كرة قدم بريطاني في مركز الظهير. لعب مع بورت فايل وستوك سيتي.